# Chirita pinnata
Chirita pinnata är en tvåhjärtbladig växtart som beskrevs av Wen Tsai Wang. Chirita pinnata ingår i släktet Chirita och familjen Gesneriaceae. Inga underarter finns listade i Catalogue of Life.